# Чермна на Орлици
Чермна на Орлици (чеш. Čermná nad Orlicí) је насељено мјесто са административним статусом сеоске општине (чеш. obec) у округу Рихнов на Књежној, у Краловехрадечком крају, Чешка Република.

## Становништво
Према подацима о броју становника из 2014. године насеље је имало 1.006 становника.